# دیوید ساگت
دیوید ساگت (انگلیسی: David Sauget؛ زادهٔ ۲۳ نوامبر ۱۹۷۹) بازیکن فوتبال اهل فرانسه است.
از باشگاه‌هایی که در آن بازی کرده‌است می‌توان به باشگاه فوتبال سن-اتین، باشگاه فوتبال نانسی، باشگاه فوتبال باستیا، و باشگاه فوتبال سوشو اشاره کرد.